# Unió per a un Moviment Popular
|  | «UMP» redirigeix aquí. Vegeu-ne altres significats a «monofosfat d'uridina». |

La Unió per un Moviment Popular (en francès Union pour un mouvement populaire - UMP) era un partit polític francès de dretes, anomenat a la seva creació com a Unió per a la Majoria presidencial (Union pour la majorité présidentielle), en vistes de donar suport a la candidatura del president Jacques Chirac a les eleccions presidencials franceses de 2002. El partit era membre del Partit Popular Europeu, i també de la Unió Democràtica Internacional, fòrum dels partits conservadors a l'escala mundial. L'any 2009, amb objecte de les eleccions al parlament europeu, la branca sarkozista de la UMP va crear el Comité per a la Majoria Presidencial. El partit va passar a ser Els Republicans (Les Républicains) el 30 de maig de 2015.

## Creació
La denominada Unió per la Majoria Presidencial fou una coalició creada pel Reagrupament per la República (RPR) i Democràcia Liberal (DL) el 23 d'abril de 2002 per unir a les forces de centredreta amb el fi de donar suport a Jacques Chirac perquè fos reelegit a les eleccions presidencials franceses de 2002. El temor generat al país pel programa extremista de Jean-Marie Le Pen va motivar que totes les formacions d'esquerra, centre i dreta moderada sol·licitessin el vot per a Chirac en la segona volta, que va aconseguir una mica més del 82% dels vots i va resultar reelegit president de la República. L'endemà va nomenar primer ministre al liberal Jean-Pierre Raffarin, pertanyent a DL per a substituir Jospin (el qual havia dimitit després del seu fracàs en la primera volta), i 24 hores més tard va formar un govern integrat bàsicament per neogaullistes, la qual cosa va posar fi al període de cohabitació. En les eleccions legislatives de juny va obtenir 357 escons i, per tant, la majoria absoluta en la nova Assemblea Nacional. Davant aquests resultats, Chirac va pactar un nou executiu amb Raffarin, el qual va ser confirmat com a primer ministre.

## Eleccions internes i presidents del partit
El primer president de l'UMP va ser Alain Juppé, que va dimitir el 16 de juliol de 2004, perquè va ser condemnat per la justícia a l'Afer dels treballs ficticis de l'alcaldia de París.
El 28 de novembre de 2004, al congrés de Le Bourget, Nicolas Sarkozy va ser elegit president del moviment, devant de Christine Boutin, Nicolas Dupont-Aignan i François Grosdidier. Les relacions tibants entre Sarkozy i Jacques Chirac van fer que Sarkozy dimitís com a ministre i com a diputat per dedicar-se per complet al partit, i Sarkozy va ser reelegit el 13 de març de 2005 a l'Assemblea Nacional.
Després de guanyar les eleccions presidencials del 2007, Nicolas Sarkozy va dimitir com a líder del partit. La majoria presidencial fou reelegida amb majoria absoluta a les eleccions legislatives franceses de 2007 però va perdre representació en comparació amb les eleccions de 2002. Nicolas Sarkozy va nomenar primer ministre a François Fillon, que va obrir el seu nou govern de a les personalitats d'esquerra, creant de fortes tensions a l'Unió per a un Moviment Popular. Jean-Claude Gaudin ocupà uns mesos la presidència del partit de manera interina, fins que el càrrec de president fou suprimit el 7 de juliol de 2007. Des d'aleshores el líder del partit amb les funcions de l'antic president fou el secretari general (organització semblant a la del Partit Socialista).
En 2012, un cop Sarkozy va deixar la presidència de França, es va restablir el càrrec de president del partit, per al que fou escollit Jean-François Copé, que aconseguí que el seu partit quedés en primer lloc a les eleccions municipals de març de 2014 fent caure el govern socialista de Jean-Marc Ayrault, però després de la seva dimissió el maig de 2014 per estar embolicat en l'afer Bygmalion, fou substituït per Nicolas Sarkozy, fins que el partit es refundà el 30 de maig de 2015 com a Els Republicans.

## La Droite forte
La Droite forte (en català, la dreta forta) fou un corrent de la UMP creat al juliol 2012 per Guillaume Peltier i Geoffroy Didier. Estava lligat a l'associació La Droite républicaine (en català, la dreta republicana), creada a la mateixa època. El nom del corrent feia referència a l'eslògan de Nicolas Sarkozy de les eleccions generals del mes d'abril i maig del 2012, « La France Forte » (en català, França Forta) i s'oposa a l'existència d'una eventual «dreta feble» denunciada implícitament.

## Resultats electorals

### Eleccions Presidencials
| Any  | Candidat        | 1a volta   | 1a volta    | 2a volta   | 2a volta    | Resultat |
| Any  | Candidat        | Vots       | %           | Vots       | %           | Resultat |
| ---- | --------------- | ---------- | ----------- | ---------- | ----------- | -------- |
| 2002 | Jacques Chirac  | 5,665,855  | 19,88 / 100 | 25,537,956 | 82,21 / 100 | Elegit   |
| 2007 | Nicolas Sarkozy | 11,448,663 | 31,18 / 100 | 18,983,138 | 53,06 / 100 | Elegit   |
| 2012 | Nicolas Sarkozy | 9,753,629  | 27,18 / 100 | 16,860,685 | 48,36 / 100 | Derrota  |

### Eleccions legislatives
| Any  | Líder                | 1a volta   | 1a volta | 2a volta   | 2a volta | Escons    | Pos. | Resultat |
| Any  | Líder                | Vots       | %        | Vots       | %        | Escons    | Pos. | Resultat |
| ---- | -------------------- | ---------- | -------- | ---------- | -------- | --------- | ---- | -------- |
| 2002 | Jean-Pierre Raffarin | 8,408,023  | 33.30%   | 10,026,669 | 47.26%   | 357 / 577 | 1r   | Coalició |
| 2007 | François Fillon      | 10,289,737 | 39.54%   | 9,460,710  | 46.36%   | 313 / 577 | 1r   | Coalició |
| 2012 | Jean-François Copé   | 7,037,268  | 27.12%   | 8,740,625  | 34.49%   | 194 / 577 | 2n   | Oposició |

### Eleccions regionals
| Any  | Vots      | %     | Escons      | Presidents |
| ---- | --------- | ----- | ----------- | ---------- |
| 2004 | 8.179.866 | 33,73 | 522 / 1.749 | 2 / 26     |
| 2010 | 5.066.942 | 26,02 | 340 / 1.749 | 3 / 26     |

### Eleccions cantonals i departamentals
| Any  | 1a volta | 1a volta | 2a volta | 2a volta | Escons        | Presidents |
| Any  | %        | Pos.     | %        | Pos.     | Escons        | Presidents |
| ---- | -------- | -------- | -------- | -------- | ------------- | ---------- |
| 2004 | 20,95    | 2n       | 27,22    | 2n       | 468 / 2.034   | 37 / 100   |
| 2008 | 23,57    | 2n       | 26,80    | 2n       | 514 / 2.020   | 30 / 100   |
| 2011 | 16,97    | 2n       | 20,00    | 2n       | 369 / 2.026   | 27 / 101   |
| 2015 | 6,57     | 1r       | 8,64     | 1r       | 1.080 / 4.108 | 44 / 101   |

### Eleccions municipals
| Any  | 1a volta | 2a volta | Municipis + 100.000 hab. |
| ---- | -------- | -------- | ------------------------ |
| 2008 | 48,08 %  | 47,26 %  | 11 / 40                  |
| 2014 | 46,38 %  | 45,65 %  | 20 / 41                  |

### Parlament Europeu
| Any  | Líder                | Vots      | %      | Escons  | Pos. | Grup   |
| ---- | -------------------- | --------- | ------ | ------- | ---- | ------ |
| 2004 | Jean-Pierre Raffarin | 2,856,368 | 16.64% | 17 / 74 | 2n   | PPE-DE |
| 2009 | Xavier Bertrand      | 4,799,908 | 27.88% | 29 / 74 | 1r   | PPE    |
| 2014 | Jean-François Copé   | 3,942,766 | 20.80% | 20 / 74 | 2n   | PPE    |